# 庫魯利卡
48°57′5″N 37°15′21″E / 48.95139°N 37.25583°E
庫魯利卡（烏克蘭語：Курулька）是位於烏克蘭東部的村莊，由哈爾科夫州伊久姆區的巴爾溫科韋市鎮負責管轄。該村始建於1923年，面積1.81平方公里，海拔高度133米，2001年普查人口為297人，人口密度每平方公里164.5人。